# بوصير قاتم
البوصير القاتم (باللاتينية: Verbascum blattaria) نوع نباتي يتبع جنس البوصير من الفصيلة الغدبية.

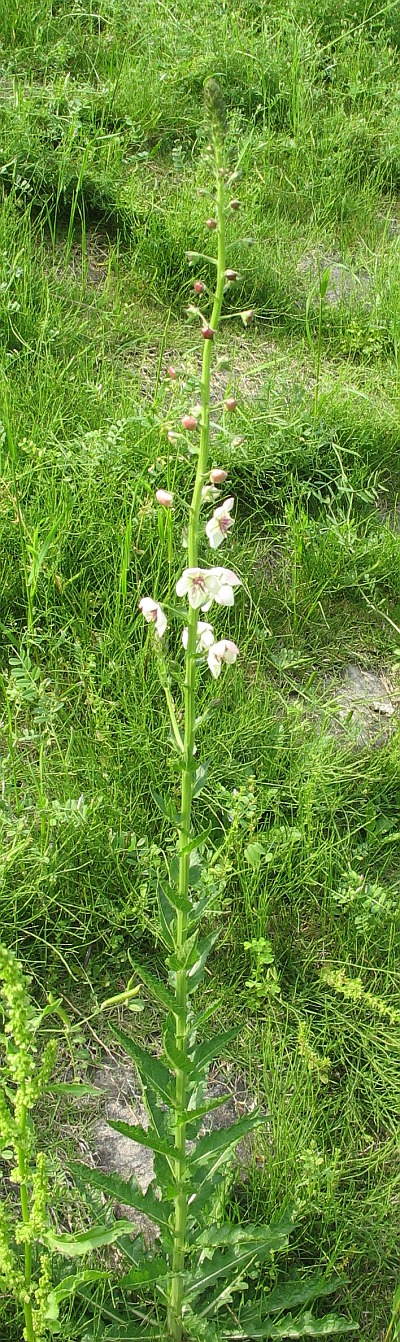
نبات البوصير القاتم

## الموئل والانتشار
موطنه الشام والمغرب العربي ومعظم مناطق أوروبا وتركيا والقوقاز.

## مرادفات للاسم العلمي
- (باللاتينية: Blattaria vulgaris Fourr.)
- (باللاتينية: Thapsus blattaria (L.) Raf.)
- (باللاتينية: Verbascum blattaria f. blattaria )
- (باللاتينية: Verbascum carduifolium Murb. ex Hayek)
- (باللاتينية: Verbascum rhinanthifolium Davidov)